# Foley & Williams Manufacturing Company
Foley & Williams Manufacturing Company war ein US-amerikanisches Unternehmen.

## Unternehmensgeschichte
Das Unternehmen wurde 1880 in Cincinnati in Ohio gegründet. Ursprünglich stellte es Nähmaschinen her. 1904 entstanden auch Automobile. Der Markenname lautete Goodrich.
1926 wurde das Unternehmen aufgelöst.

## Fahrzeuge
Der einzige bekannte Fahrzeugtyp war das Model A. Es hatte einen Zweizylindermotor. Ein Merkmal war die Luftkühlung des Motors.
Ein Fahrzeug existiert noch. Es trägt die Seriennummer 703. Robert Cavender kaufte es. Später stand es lange in der Fahrzeugsammlung seines Sohnes Everett Cavender in Aurora in Indiana.